# پل معلق خندزورسک
۳۹°۳۰′۲٫۶۴″ شمالی ۴۶°۲۵′۵۸٫۴۰″ شرقی / ۳۹٫۵۰۰۷۳۳۳°شمالی ۴۶٫۴۳۲۸۸۸۹°شرقی
پل معلق خندزورسک (به ارمنی: Խնձորեսկի ճոճվող կամուրջ) یک پل معلق فلزی به طول ۱۶۰ متر در ارمنستان می‌باشد که در خندزورسک استان سیونیک واقع شده‌است. وزن این پل ۱۴ تن می‌باشد.